# 김천 도동서원
김천 도동서원(金泉 道洞書院)은 대한민국 경상북도 김천시 구성면 상좌원리에 있는 서원이다. 2018년 7월 16일 경상북도의 문화재자료 제663호로 지정되었다.

## 지정사유
김천 도동서원은 1771년에 건립된 연안이씨 문중의 현조 5명을 배양한 문중서원으로 남인과 노론의 당색의 차이에도 불구하고 문중의식으로 극복한 흔치않은 사례이며, 1918년 명륜당 중수를 주도한 이경균은 1919년 파리장서사건의 김천 유림대표로 서명한 독립운동가로서 그의 흔적이 남아 있는 장소이기도 하다. 또한 도동서원의 역사적 변천과정을 알려주는 자료가 풍부하게 남아있는 점 등 문화재로 지정되어 보존되어야 할 가치가 있다고 판단되어, 문화재자료로 지정한다.

## 참고 문헌
- 김천 도동서원 - 국가유산청 국가유산포털